# Estadio Vivar Téllez

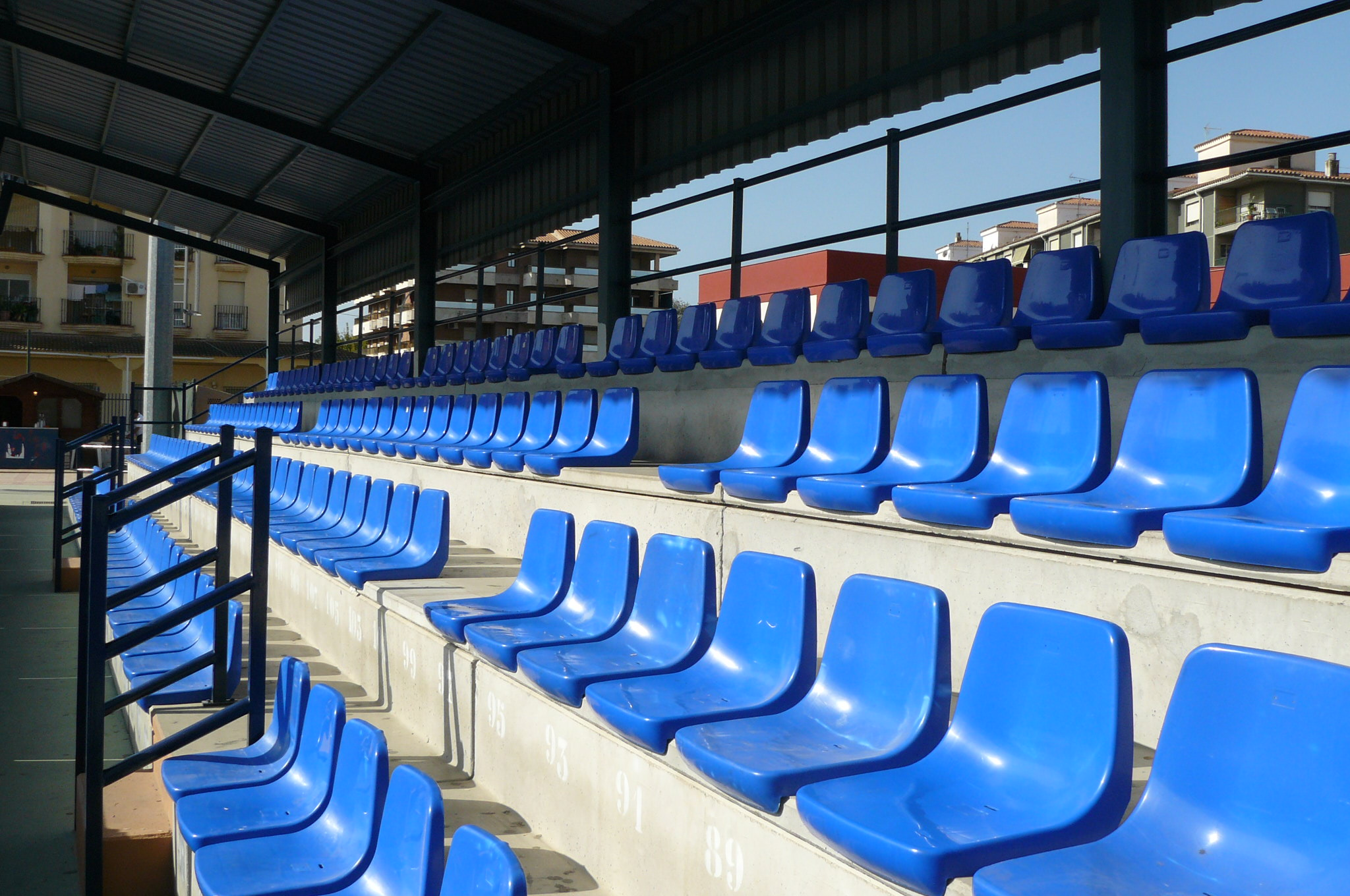
Detalle de los asientos de tribuna baja del Vivar Téllez

El Estadio Vivar Téllez es un recinto deportivo que se encuentra en la ciudad española de Vélez-Málaga, donde disputa sus encuentros como local el Vélez Club de Fútbol y el AS Vélez Francisco Castejón. Forma parte de un complejo deportivo donde además existen un campo de fútbol 7, dos pistas de pádel y una cancha de fútbol sala. También se encuentra en el complejo la "casa del deporte", que alberga la sede de la concejalía correspondiente del Ayuntamiento de Vélez-Málaga, las oficinas del club, de la Escuela de Fútbol Francisco Castejón y el museo del equipo veleño.

## Inauguración
El estadio fue inaugurado el 18 de julio de 1951 con un partido entre una selección de jugadores del C.D. Málaga y Atlético Malagueño y el Vélez (por entonces denominado C.D. Veleño). El político falangista Rodrigo Vivar Téllez presidiría la inauguración del estadio que llevaría su nombre, siendo su hija Araceli la madrina del campo. El nuevo estadio de la capital de la Axarquía sustituía al viejo terreno de juego del "Campo de deportes del Vélez C.F.", conocido popularmente como el campo del "Tejar de Pichelín", al encontrarse junto al citado tejar.

## 44 años de fútbol
En el flamante nuevo estadio el conjunto blanco conseguiría llegar por primera vez a categoría nacional en 1960 al ascender a Tercera División española. La iluminación artificial fue estrenada a finales de 1968. Con el paso de los años se levantó una tribuna alta con unos nuevos vestuarios bajo ella y se cubrieron tanto esa tribuna principal como el fondo norte. Tras la consecución del título de liga en el Grupo IX de la Tercera División en la temporada 1991-92 con el ascenso del Vélez a Segunda División B en la temporada 1994-95 el club se vio obligado a cambiar de estadio, aun así el histórico albero veleño vivió interesantes partidos hasta finales de 1995, en concreto fue el 3 de diciembre, en la jornada 16 con la victoria ante el Utrera por 2-0 cuando se echó el telón al vetusto Vivar Téllez, el último tanto en el "viejo" campo lo anotó el delantero veleño Kiko Aranda en el minuto 60 de partido.

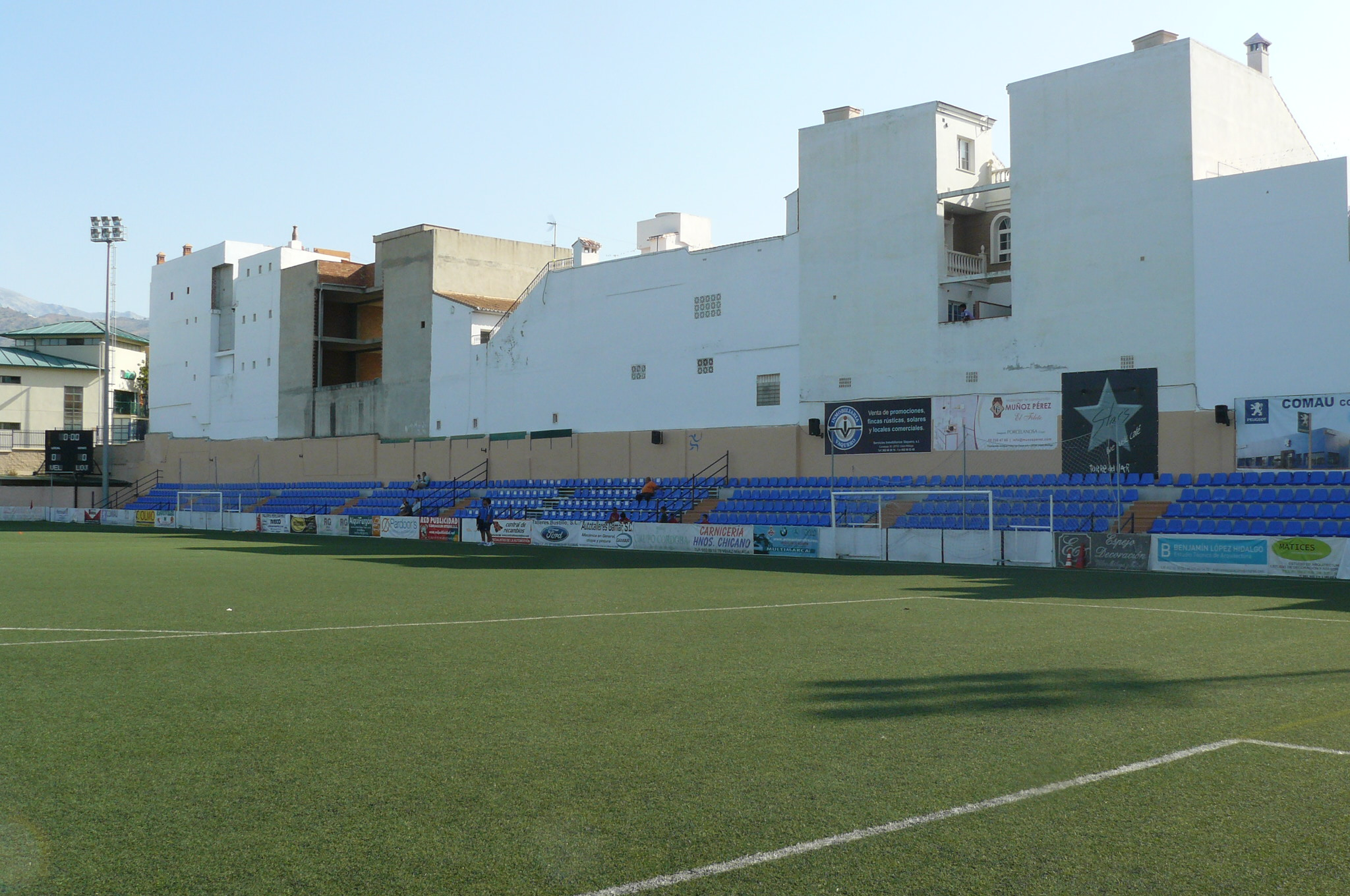
Grada general (preferencia) del Estadio Vivar Téllez

## y 10 años de ostracismo
Con la "mudanza" del primer equipo veleño al Polideportivo Municipal Fernando Ruiz Hierro el histórico Vivar Téllez es condenado al semi-abandono, en él siguen jugando los juveniles del conjunto blanco, pero el perímetro del estadio comienza a parecer una "selva", para colmo el Vélez desciende en 1997 a Tercera y en 2003 a Regional Preferente. La ausencia de público en un estadio con capacidad para 7000 espectadores y lo alejado del terreno de juego al tener pista de atletismo hacen a la afición veleña y a la directiva que se hace cargo del club en 2005 (con el equipo en 1.ª División Andaluza) a solicitar al Ayuntamiento volver al Vivar Téllez. Mucho se habló de qué hacer con aquel estadio, ya abandonado, finalmente se derribó y se construyó sobre su solar un nuevo estadio.

## Reinauguración y retorno a Tercera
El 30 de abril de 2006 a las 12 de la mañana volvía a rodar el balón en el Vivar Téllez en el partido que enfrentaba al Vélez, ya campeón del Grupo III de 1.ª Andaluza con el Antequera C.F., uno de los rivales históricos del equipo veleño y que además era subcampeón matemáticamente. Al encuentro acudió la flor y nata del deporte local, con Fernando Hierro a la cabeza. El estadio, aun sin terminar completamente, había sido dotado de césped artificial de última generación y marcador electrónico. En el minuto 1 el jugador veleño Jesús Andreu, a pase de Álvaro Martínez, marcaba de cabeza el primer gol en el "nuevo" Vivar Téllez, tanto que a la postre sería definitivo alzándose con la victoria el Vélez por 1-0. El equipo blanco mantuvo la imbatibilidad durante prácticamente un año, hasta la jornada 33 de la temporada siguiente, el 22 de abril de 2007 cuando sucumbió ante el Arenas de Armilla. El estadio está compuesto por dos fondos, una zona de preferencia que abarca la banda "derecha" según se entra y una tribuna "baja" y "alta", guardando muchas similitudes con el "antiguo" diseño del primitivo estadio. Justo a la entrada se encuentra un busto en bronce de D. Francisco Castejón, auténtico valedor y casi creador del fútbol base veleño, no en vano la Escuela de Fútbol de Vélez-Málaga lleva su nombre.